# Киринське сільське поселення
Кири́нське сільське поселення (рос. Кыринское сельское поселение) — сільське поселення у складі Киринського району Забайкальського краю Росії.
Адміністративний центр та єдиний населений пункт — село Кира.

## Населення
Населення сільського поселення становить 4078 осіб (2019; 4563 у 2010, 4654 у 2002).